# شینزو آبه
شینزو آبه (安倍 晋三، Abe Shinzō، تلفظ ژاپنی: [abe ɕindzo:]؛ ۲۱ سپتامبر ۱۹۵۴ – ۸ ژوئیه ۲۰۲۲) سیاستمدار اهل ژاپن بود که از سال ۲۰۰۶ تا ۲۰۰۷ به عنوان نخست‌وزیر و رئیس حزب لیبرال دموکرات فعالیت داشت و دوباره از سال ۲۰۱۲ تا ۲۰۲۰ در همین سمت‌ها خدمت کرد. او طولانی‌ترین دوران نخست‌وزیری را در تاریخ ژاپن داشت. آبه همچنین از سال ۲۰۰۵ تا ۲۰۰۶ به عنوان دبیر ارشد کابینه تحت رهبری جونیچیرو کویزومی خدمت کرد و در سال ۲۰۱۲ برای مدت کوتاهی رهبر اپوزیسیون بود.
آبه که در یک خانوادهٔ سیاسی برجسته متولد شده بود، در انتخابات ۱۹۹۳ به مجلس نمایندگان راه یافت. او در سپتامبر ۲۰۰۵ توسط نخست‌وزیر جونیچیرو کویزومی به عنوان دبیر ارشد کابینه منصوب شد و سپس در سپتامبر ۲۰۰۶ به عنوان نخست‌وزیر و رئیس حزب لیبرال دموکرات جایگزین او شد و به جوانترین نخست‌وزیر ژاپن پس از جنگ، و اولین کسی که پس از جنگ جهانی دوم متولد شد تبدیل گردید. آبه درست پس از یک سال حضور در سمت نخست‌وزیری، به دلیل عوارض پزشکی ناشی از کولیت اولسراتیو، اندکی پس از شکست حزبش در انتخابات مجلس شورای آن سال، از نخست‌وزیری استعفا داد. یاسوئو فوکودا جایگزین او شد، که اولین نفر از یک سری پنج نخست‌وزیر بود که هیچ‌کدام نتوانستند بیش از شانزده ماه در سمت خود باقی بمانند.
آبه پس از بهبودی از بیماری‌اش، یک بازگشت سیاسی غیرمنتظره انجام داد و در سال ۲۰۱۲ شیگرو ایشیبا، وزیر دفاع را در رأی‌گیری شکست داد و برای دومین بار رئیس حزب لیبرال دموکرات شد. پس از پیروزی قاطع حزب لیبرال دموکرات در انتخابات عمومی در دسامبر ۲۰۱۲، او اولین نخست‌وزیر سابق شد که از زمان یوشیدا شیگه‌رو در سال ۱۹۴۸ به مقام خود بازگشت. در اوت ۲۰۲۰، آبه دومین استعفای خود را از نخست‌وزیری اعلام کرد و دلیل آن را تشدید قابل توجه کولیت اولسراتیو اعلام کرد. او در ۱۶ سپتامبر استعفای خود را ارائه کرد، که دایت ملی یوشییده سوگا را به عنوان جانشین او انتخاب کرد.
آبه یک محافظه‌کار بود که مفسران سیاسی به‌طور گسترده او را ناسیونالیست ژاپنی جناح راست توصیف می‌کردند. او عضو «نیپون کایگی» بود و دیدگاه‌های انکارگرایانه دربارهٔ تاریخ ژاپن داشت، از جمله انکار نقش اجبار دولت در استخدام زنان آسایشگر در جنگ جهانی دوم. او با توجه به سیاست دفاعی ژاپن یک تندرو محسوب می‌شد و از بازنگری مادهٔ ۹ قانون اساسی دربارهٔ اجازه دادن به ژاپن برای حفظ نیروهای نظامی دفاع می‌کرد. او قانون اصلاحات امنیتی را در سال ۲۰۱۵ پیشنهاد، حمایت و با موفقیت به تصویب رساند تا امکان اجرای امنیت جمعی توسط ژاپن فراهم شود که تصویب آن بحث‌برانگیز بود و با اعتراضات گسترده‌ای روبرو شد. نخست‌وزیری آبه در سطح بین‌المللی به دلیل سیاست‌های اقتصادی دولتش با نام مستعار Abenomics که تسهیل کمی، محرک مالی و اصلاحات ساختاری را دنبال می‌کرد، شهرت داشت.
آبه در ۸ ژوئیهٔ ۲۰۲۲ حوالی ساعت ۱۱:۳۰ صبح به وقت ژاپن در حین ایراد سخنرانی در مبارزات انتخاباتی، در نارا دو روز قبل از انتخابات مجلس ترور شد. گزارش شده است که وی بلافاصله پس از تیراندازی دچار ایست قلبی شد هیچ‌گونه علائم حیاتی نشان نداد. پلیس فرد تیرانداز، یاماگامی تتسویای ۴۱ ساله را به دلیل اقدام به قتل دستگیر کرد. آبه بعد از ظهر همان روز در دانشگاه پزشکی نارا بر اثر جراحاتش درگذشت. آبه ششمین نخست‌وزیر ژاپن است که ترور می‌شود.

## سال‌های آغازین

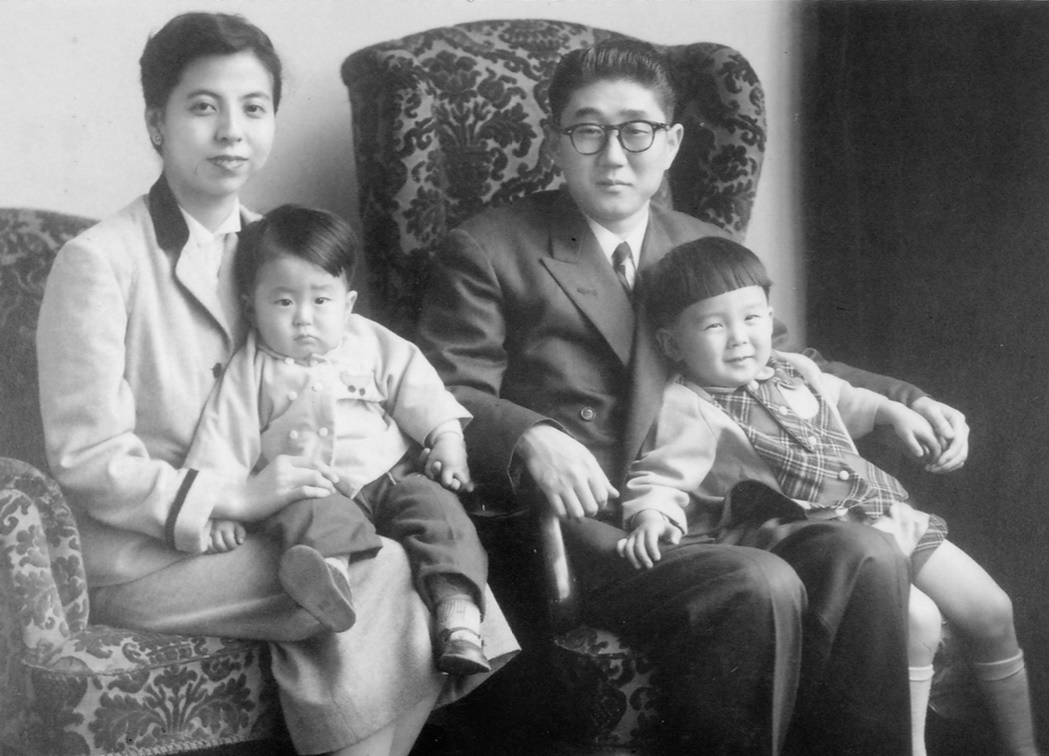
خانواده آبه در سال ۱۹۵۶: مادرش یوکو آبه، شینزو آبه در دو سالگی (چپ)، پدرش شینتارا آبه و برادر بزرگترش هیرونوبو

شینزو آبه در توکیو در یک خانواده سیاسی برجسته و دارای نفوذ اقتصادی قابل توجهی در طول ژاپن قبل از جنگ، زمان جنگ و پس از جنگ متولد شد. پدربزرگ او نوبوسوکه کیشی عملاً «پادشاه اقتصادی» چین اشغالی، کره و مانچوکو، یک کشور دست نشانده ژاپنی در شمال چین بود. خانواده وی اصالتاً اهل استان یاماگوچی هستند و محل اقامت ثبت شده آبه (هونسکی چی) ناگاتو، یاماگوچی، محل تولد پدربزرگ او است. پدربزرگش، کان آبه و پدرش، شینتارو آبه، ابتدا در یک مرکز خرید کار می‌کردند. پدربزرگ بزرگ وی، ویسکونت یوشیماسا imashima، به عنوان ژنرال در ارتش شاهنشاهی ژاپن خدمت می‌کرد. در طول جنگ اقیانوس آرام، پدرش شینتارو داوطلبانه یک خلبان کامیکاز شد اما جنگ قبل از پایان دوره آموزش به پایان رسید.

## زندگی شخصی

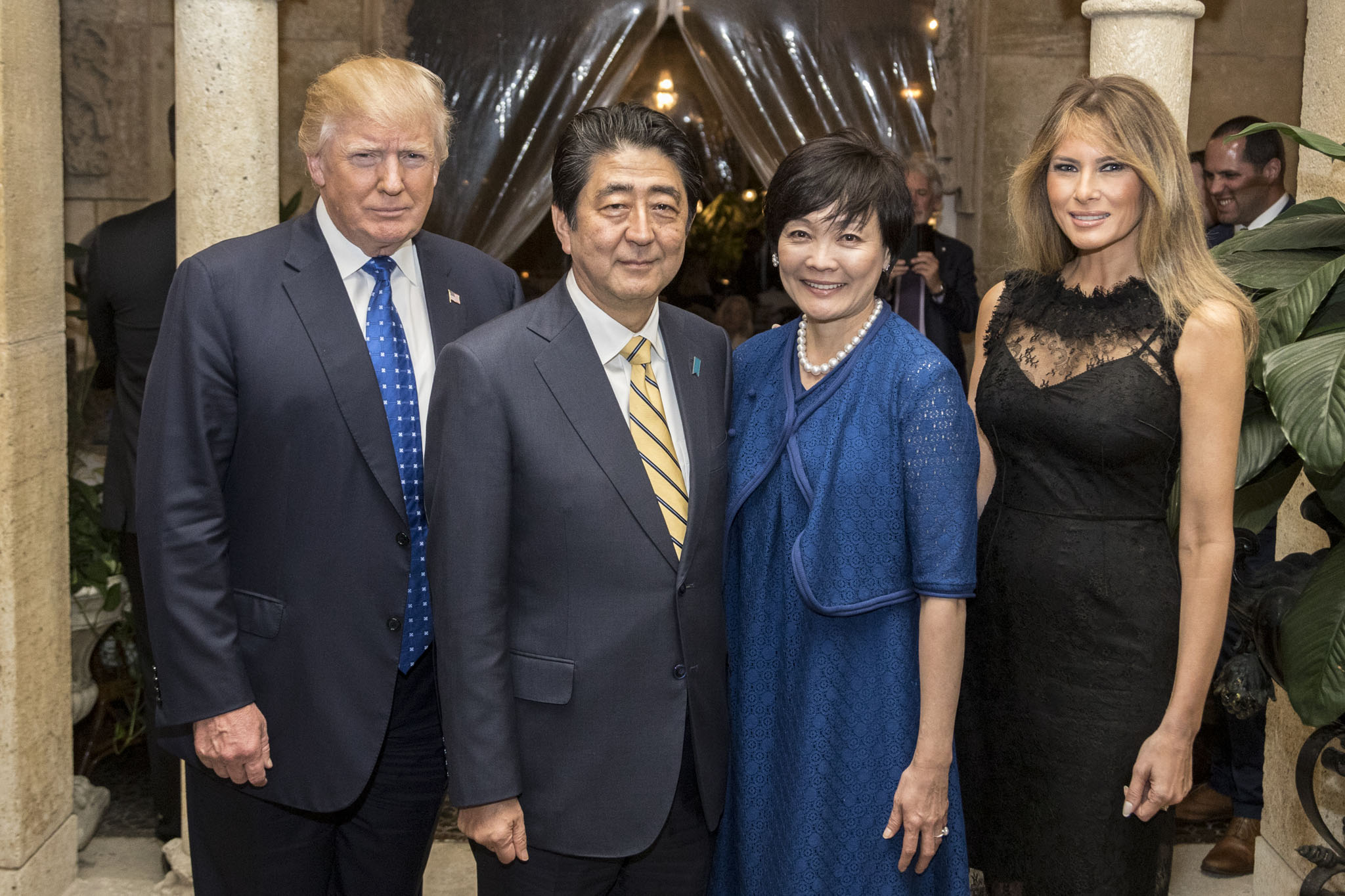
آبه و همسرش آکیه آبه در کنار دونالد و ملانیا ترامپ

پدر آبه، شینتارو آبه از سال ۱۹۵۸ تا ۱۹۹۱ در مجلس نمایندگان خدمت می‌کرد و از ۱۹۸۲ تا ۱۹۸۶ وزیر امور خارجه بود. او پسر کان آبه است که از سال ۱۹۳۷ تا ۱۹۴۶ در مجلس خدمت می‌کرد. مادر آبه، یوکو آبه، دختر نوبوسوکه کیشی، وزیر کابینه زمان جنگ است که به عنوان مظنون جنایات جنگ "کلاس A" زندانی شده است، تا سال ۱۹۵۷ نخست‌وزیر ژاپن شد. برادر بزرگتر او، هیرونوبو آبه، رئیس و مدیرعامل شرکت بسته‌بندی میتسوبیشی شوجی شد، در حالی که برادر کوچک وی، نوبو کیشی، معاون ارشد امور خارجه شد.
آبه در سال ۱۹۸۷ با آکی ماتسوزاکی، یک سوسیالیست و سابق سوارکار دیسک رادیویی ازدواج کرد. وی دختر رئیس موریناگا، یک تولیدکننده شکلات است. وی به دلیل دیدگاه‌های صریح خود که اغلب با نظرات همسرش در تضاد است، در بین مردم به عنوان «حزب مخالف داخلی» شناخته می‌شود. وی به دنبال اولین دوره نخست‌وزیری شوهرش، ایزاکایای ارگانیک را در منطقه کاندا در توکیو افتتاح کرد، اما به دلیل اصرار مادرشوهرش در مدیریت فعالیت نمی‌کند. این زوجین هیچ فرزندی ندارند، در اوایل ازدواج خود تحت درمان‌های ناموفق باروری قرار گرفتند.
آبه علاوه بر زبان مادری ژاپنی، انگلیسی صحبت می‌کند.

## فعالیت‌ها
او سابقاً با کسب اکثریت آرا در دو مجلس نمایندگان ژاپن و مجلس مشاوران (مجلس اعلای دیت ژاپن) در روز سه‌شنبه ۲۶ سپتامبر ۲۰۰۶ به این سمت برگزیده شد. وی جوانترین نخست‌وزیر ژاپن از زمان خاتمه جنگ دوم جهانی است. شینزو آبه بعدها جانشین جونیچیرو کویزومی شد که پس از پنج سال تصدی سمت نخست‌وزیری و رهبری حزب لیبرال دموکرات از این دو مقام کناره گرفته بود. وی در روز ۱۲ سپتامبر ۲۰۰۷ و در پی رسوایی‌های مالی چند تن از اعضای کابینه و ناکامی حزب در انتخابات مجلس علیای این کشور از سمت نخست‌وزیری و ریاست حزب لیبرال دموکرات ژاپن اعلام استعفا کرد.
در ۲۶ سپتامبر ۲۰۱۲، آبه وزیر دفاع سابق را در انتخابات داخلی حزب لیبرال دمکرات شکست داد و سپس با یک پیروزی قاطع در انتخابات سرتاسری سال ۲۰۱۲ بار دیگر به نخست‌وزیری رسید. او نخستین نخست‌وزیر سابق از زمان یوشیدا شیگه رو است که به این سمت بازمی‌گردد. در سال ۲۰۱۴، آبه با پیروزی مجدد در انتخابات موفق به حفظ اکثریت دو سومی خود در پارلمان در ائتلاف با حزب کمیتوی نو شد.

## دوره اول نخست‌وزیری
در ۲۶ سپتامبر ۲۰۰۶، آبه به عنوان نخست‌وزیر ژاپن شروع به کار کرد. وی که در ۵۲ سالگی انتخاب شد، جوانترین نخست‌وزیر از زمان فومیمارو کونو در سال ۱۹۴۱ بود.

### سیاست داخلی
آبه نسبت به اصلاحاتی که توسط سلف خود، جونیچیرو کویزومی ایجاد شد، تعهد کلی داشت. وی برخی گامها را در جهت متعادل سازی بودجه ژاپن برداشت، مانند انتصاب یک کارشناس سیاست مالیاتی، کوجی اومی، به عنوان وزیر دارایی. اومی قبلاً از افزایش مالیات مصرف ملی حمایت می‌کرد، اگرچه آبه از این سیاست فاصله گرفت و تلاش کرد تا از طریق کاهش هزینه‌ها، بیشترین تعادل بودجه خود را به‌دست‌آورد.

### سیاست خارجی

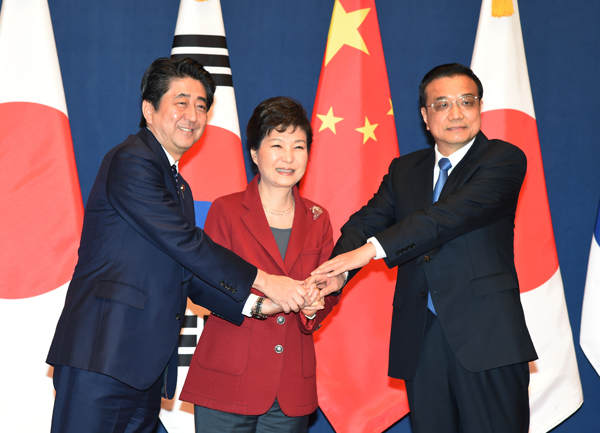
آبه به همراه لی که چیانگ نخست‌وزیر چین و پارک گون-هه رئیس‌جمهور کره جنوبی

#### کره شمالی
آبه به‌طور کلی موضع تندی نسبت به کره شمالی، به ویژه در مورد آدم‌ربایی شهروندان ژاپنی توسط کره شمالی اتخاذ کرده است.
در مذاکرات سال ۲۰۰۲ بین ژاپن و کره شمالی، نخست‌وزیر کویزومی و دبیرکل کیم جونگ ایل موافقت کردند که ربوده شدگان اجازه بازدید از ژاپن را داشته باشند. چند هفته بعد از این دیدار، دولت ژاپن تصمیم گرفت که بازگشت افراد ربوده شده به کره شمالی و محل زندگی خانواده‌های آنها محدود شود. اعتبار این تصمیم سیاسی در کتاب پرفروش آبه، به سوی یک ملت زیبا (美 し い 国 へ، Utsukushii kuni e) متجلی است. کره شمالی از این تصمیم ژاپن به عنوان نقض وعده دیپلماتیک انتقاد کرد و مذاکرات به پایان رسید.

#### چین
آبه علناً لزوم بهبود روابط با جمهوری خلق چین را تشخیص داده و همراه با تارو آسو، وزیر امور خارجه، به دنبال جلسه ای سرانجام با هو جینتائو، رهبر ارشد سابق چین بود. آبه همچنین گفته است که روابط چین و ژاپن نباید براساس احساسات ادامه یابد.

## دوره دوم نخست‌وزیری
پس از استعفای رئیس حزب LDP، ساداکازو تانیگاکی، آبه در ۲۶ سپتامبر ۲۰۱۲ مجدداً به عنوان رئیس حزب انتخاب شد و در دور اول رای‌گیری از پنج نامزد دوم شد، اما در انتخابات دور دوم شیگرو ایشیبا وزیر دفاع پیشین را با ۱۰۸ رای موافق در برابر ۸۹ رای شکست داد.
در ۲۶ دسامبر ۲۰۱۲، آبه با حمایت ۳۲۸ از ۴۸۰ عضو مجلس نمایندگان، به‌طور رسمی به عنوان نخست‌وزیر انتخاب شد. او و کابینه دوم خود، که وی آن را «کابینه بحران زده» خواند، بعداً همان روز سوگند یاد کردند. دولت جدید شامل وزنه‌های سنگین حزب LDP مانند نخست‌وزیر پیشین تارا آسو به عنوان معاون نخست‌وزیر و وزیر دارایی، یوشیهیده سوگا به عنوان دبیر ارشد کابینه و آکیرا عماری به عنوان وزیر اقتصاد بود. آبه پس از پیروزی خود گفت: «من با قدرت کابینه کامل خود، سیاست پولی جسورانه، سیاست مالی انعطاف‌پذیر و استراتژی رشد را تشویق می‌کنم که سرمایه‌گذاری خصوصی را تشویق کند و با این سه رکن سیاست، به نتیجه می‌رسم.»

## دوره سوم نخست‌وزیری

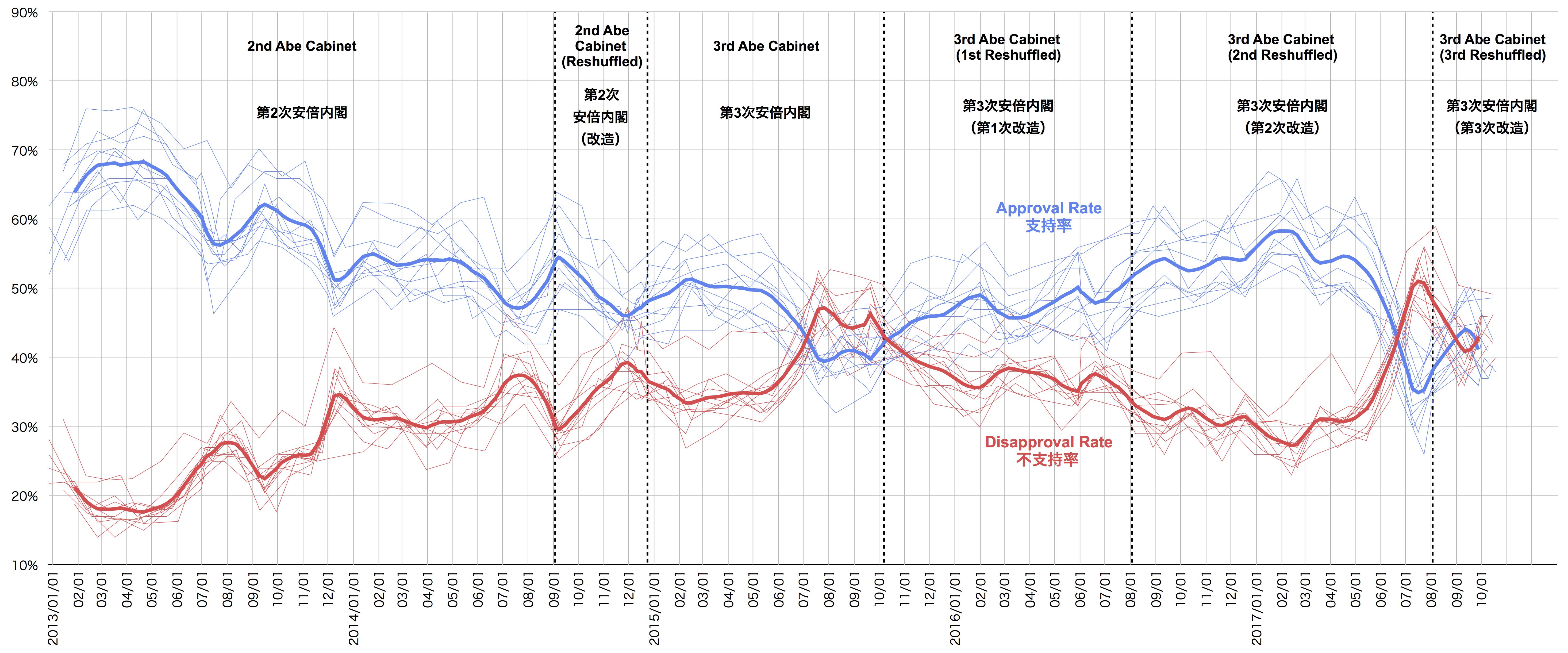
مقبولیت کابینهٔ آبه از دسامبر ۲۰۱۲

در ۲۴ دسامبر ۲۰۱۴ آبه توسط مجلس نمایندگان مجدداً به سمت نخست‌وزیر انتخاب شد. تنها تغییری که وی هنگام معرفی کابینه سوم خود انجام داد جایگزینی ژنرال ناکاتانی وزیر دفاع آکینوری اتو بود که وی نیز درگیر یک بحث اقتصادی بودجه بود. در سخنرانی سیاست خود در ماه فوریه، در حالی که کابینه با رسوایی مدرسه موریتومو گاکوئن روبرو شد، آبه از رژیم جدید خواست «شدیدترین اصلاحات از پایان جنگ جهانی دوم» را در زمینه‌های اقتصادی، کشاورزی، بهداشت و درمان و سایر بخشها اعمال کند.

### سیاست خارجی

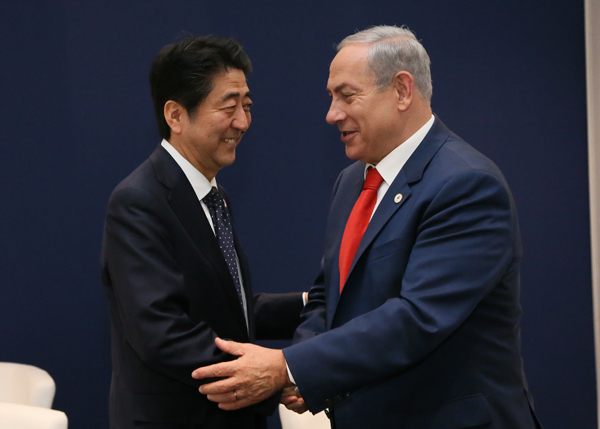
آبه و نتانیاهو نخست‌وزیر اسرائیل

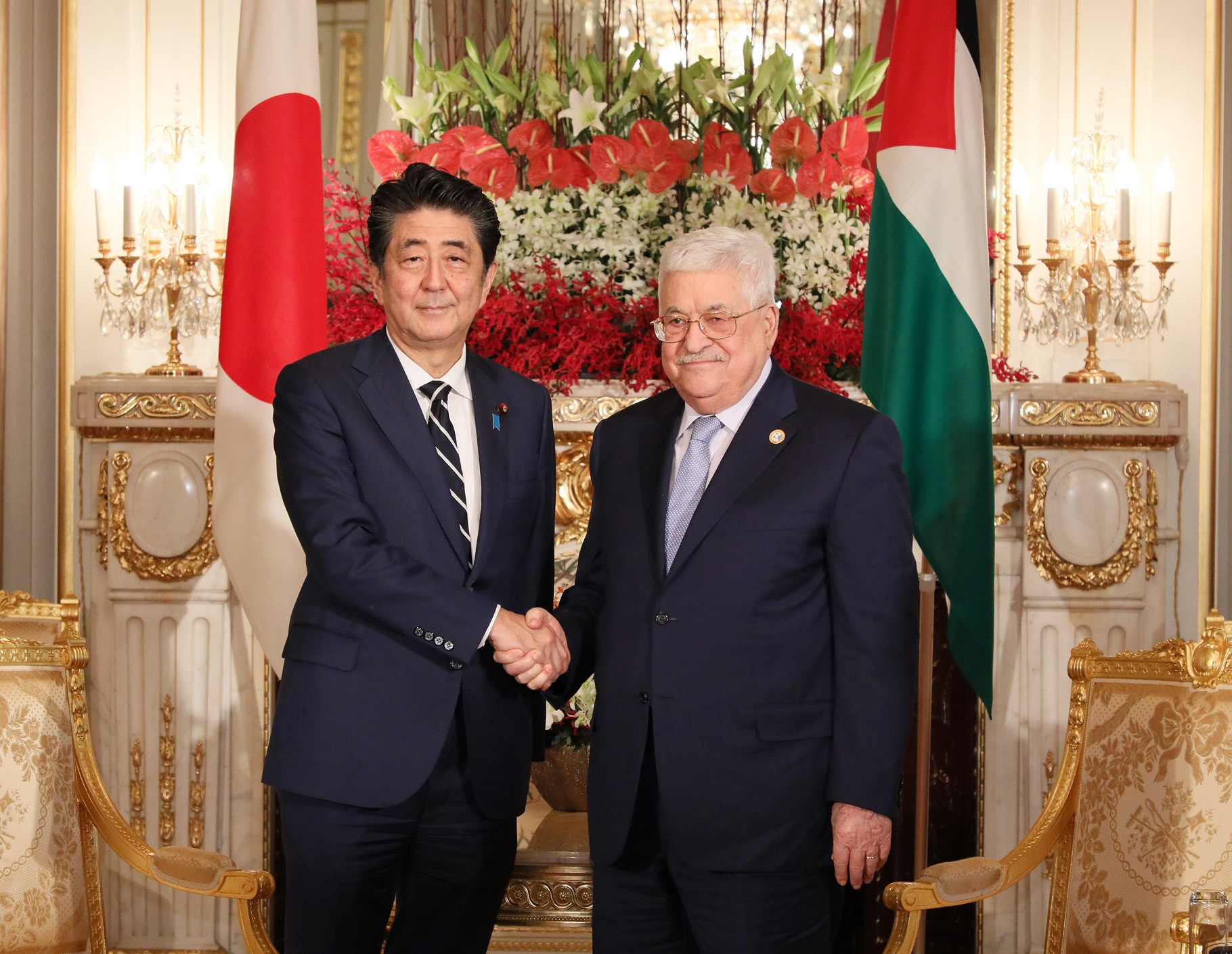
آبه و محمود عباس رئیس‌جمهور تشکیلات خودگردان فلسطین

آبه در تور خاورمیانه در ژانویه ۲۰۱۵، اعلام کرد که ژاپن به عنوان بخشی از بسته کمک ۲٫۵ میلیارد دلاری، به ۲۰۰ میلیون دلار کمک غیرنظامی به کشورهایی که علیه دولت اسلامی عراق و شام می‌جنگند، کمک خواهد کرد. اندکی پس از این، داعش ویدئویی را منتشر کرد که در آن شخصیتی نقابدار (با نام محمد اموازی یا "جهادی جان") تهدید به قتل دو گروگان ژاپنی، کنجی گوتو و هارونا یوکاوا، به تلافی این اقدام شد مگر اینکه دولت آبه ۲۰۰ میلیون دلار باج بپردازد. آبه سفر خود را برای مقابله با بحران کوتاه کرد، اعلام کرد که چنین اقدامات تروریستی "غیرقابل بخشش" است و قول داد که گروگان‌ها را نجات دهد در حالی که از پرداخت دیه خودداری می‌کرد. کابینه آبه با دولت اردن تلاش کرد تا آزادی هر دو گروگان را تأمین کند، پس از انتشار فیلم‌های دیگر توسط داعش که سرنوشت آنها را به سرنوشت خلبان موآث الکاسبه مرتبط می‌کند، و یاسوحیده ناکایاما، معاون وزیر امور خارجه در حال انجام مذاکرات در امان است. هر دو گروگان کشته شدند، داعش خبر مرگ یوکاوا را در ۲۴ ژانویه و گوتو را در ۳۱ ژانویه منتشر کرد. آبه این قتل‌ها را به عنوان «اقدامی شنیع» محکوم کرد، اعلام کرد که ژاپن «تسلیم تروریسم نخواهد شد» و متعهد شد که برای محاکمه قاتلان با جامعه جهانی همکاری خواهد کرد. [۱۵۵] برخی انتقادات از آبه به دلیل اقدام وی برای تعهد کمک به داعش در حالی که شهروندان ژاپنی را به گروگان گرفته بودند، وجود داشت، اما نظرسنجی‌ها نشان می‌داد که حمایت از دولت وی پس از بحران افزایش یافته است. وی بعداً از مثال بحران گروگان‌گیری برای بحث در مورد قانون دفاع شخصی جمعی که دولت وی در تابستان ۲۰۱۵ وضع کرد استفاده کرد.
در آوریل ۲۰۱۵، وی در جلسه مشترک کنگره ایالات متحده، اولین نخست‌وزیر ژاپن که این کار را انجام داد، سخنرانی کرد. وی در سخنرانی خود از اتحاد ژاپن و ایالات متحده به عنوان «اتحاد امید» یاد کرد، وعده داد که ژاپن نقش امنیتی و دفاعی فعال تری در اتحاد بازی خواهد کرد و استدلال کرد که TPP هر دو مزایای اقتصادی و امنیتی را برای منطقه اقیانوس آرام و آسیا به همراه خواهد داشت. این سخنرانی به عنوان بخشی از سفر ایالتی به ایالات متحده، هشتمین دوره ریاست جمهوری اوباما بود که رئیس‌جمهور از آن به عنوان «جشن روابط دوستی» بین آمریکا و ژاپن یاد کرد. در طول بازدید، آبه در یک ضیافت شام دولتی در کاخ سفید شرکت کرد.

## ترور

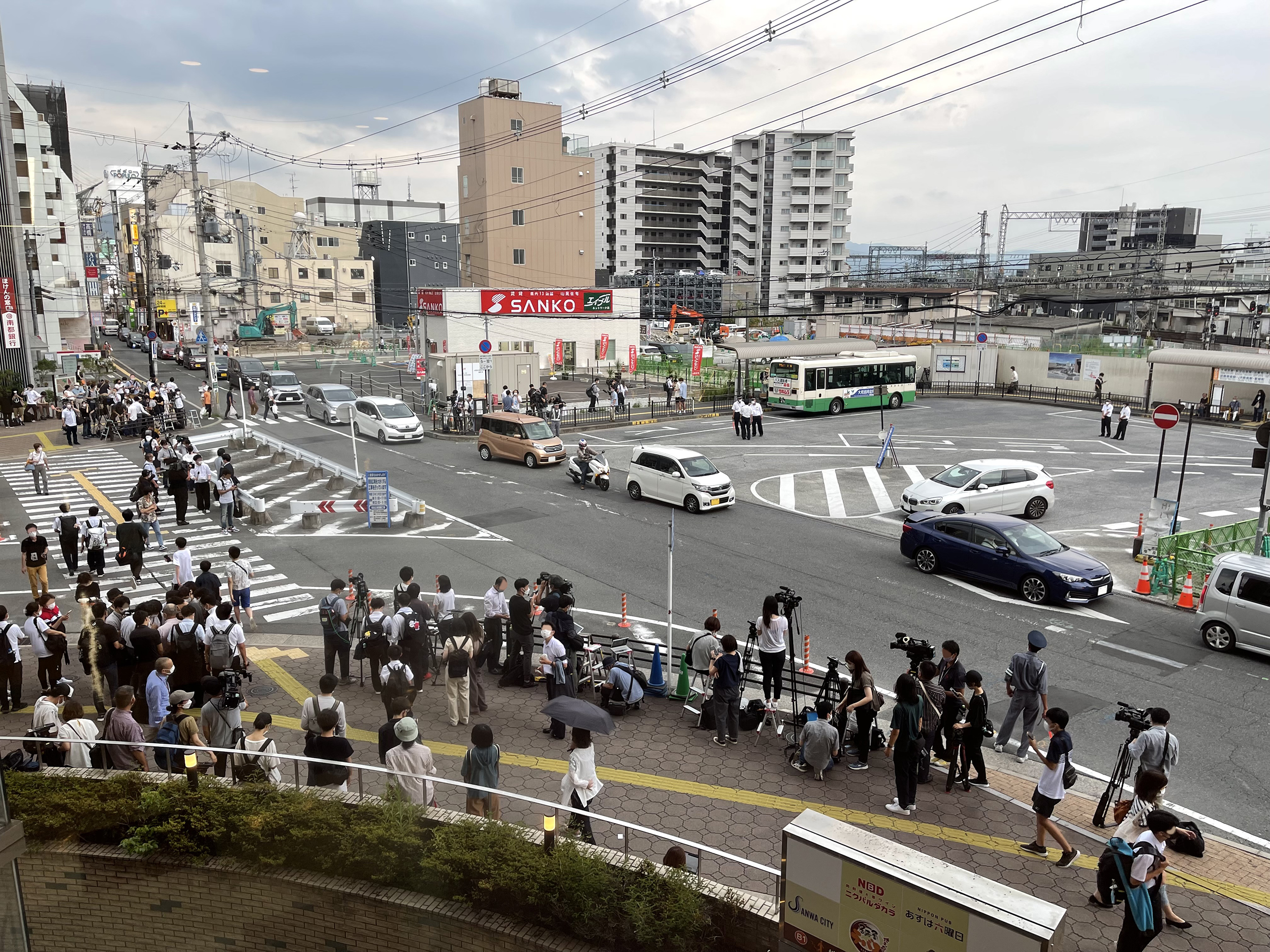
تقاطع جاده در ایستگاه یاماتو سیدیجی در ۸ ژوئیه ۲۰۲۲، چند ساعت پس از ترور آبه

شینزو آبه حدود ساعت ۱۱/۳۰ صبح روز ۸ ژوئیهٔ ۲۰۲۲ هنگام سخنرانی در شهر نارا، در نزدیکی ایستگاه یاماتو-سایدایجی، از پشت هدف گلولهٔ مهاجمی قرار گرفت و در پی آن رسانه‌های ژاپنی از ایست قلبی و ریوی وی خبر دادند و با بالگرد به بیمارستان محلی وابسته به دانشگاه پزشکی نارا منتقل شد. کشورهای مختلفی، این اقدام را محکوم کردند. پس از این سوء قصد وی در بیمارستان جان سپرد.

## روابط با ایران

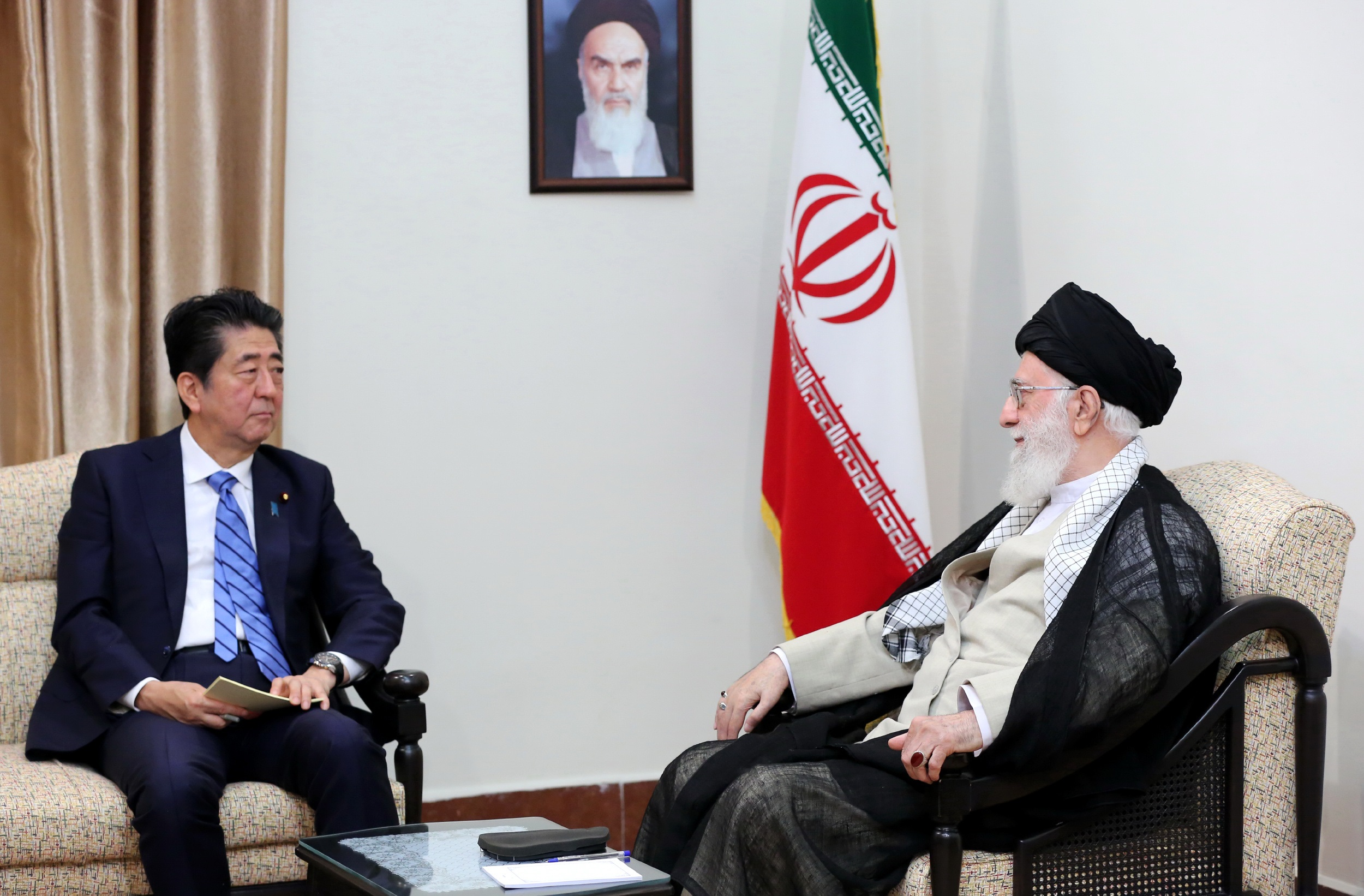
آبه و سیدعلی خامنه‌ای رهبر جمهوری اسلامی ایران

سال ۱۳۶۲ شیناترو آبه وزیر خارجه وقت ژاپن و پدر شینزو آبه با سفر به ایران برای پایان دادن به جنگ ایران و عراق تلاش کرد که البته چندان نتیجه بخش نبود. آبه پدر برای خاتمه جنگ با مسافرت به منطقه در سال ۱۳۶۶ طرح معروف خودش را دایر بر جداسازی آتش جنگ از خلیج فارس اعلام کرد که با استقبال ایران و عدم تمایل عراق رو به رو شد. این کشور همچنین ۱۰ میلیون دلار از بودجه مالی سالانه خود را در اختیار ناظران نظامی سازمان ملل متحد که در سال ۱۹۸۸ تشکیل شده بود، قرار داد تا بر آتش‌بس میان ایران و عراق نظارت کنند.
سال ۱۳۹۸ نیز آبه در سفر به تهران تلاش داشت تا با میانجی گری از تنش‌ها میان ایران و آمریکا بکاهد.